# Plopsaland Ardennes
Pour les articles homonymes, voir Plopsaland.
Plopsaland Ardennes, anciennement Plopsa Coo et TéléCoo, est un parc d'attractions belge situé à Stavelot dans la province de Liège. Il est situé sur l'Amblève, au pied de la cascade de Coo. En 2006, première année d'exploitation par Studio 100, le parc accueille quelque 225 000 visiteurs. En 2009, 430 000 personnes franchissent ses portes.

## Histoire

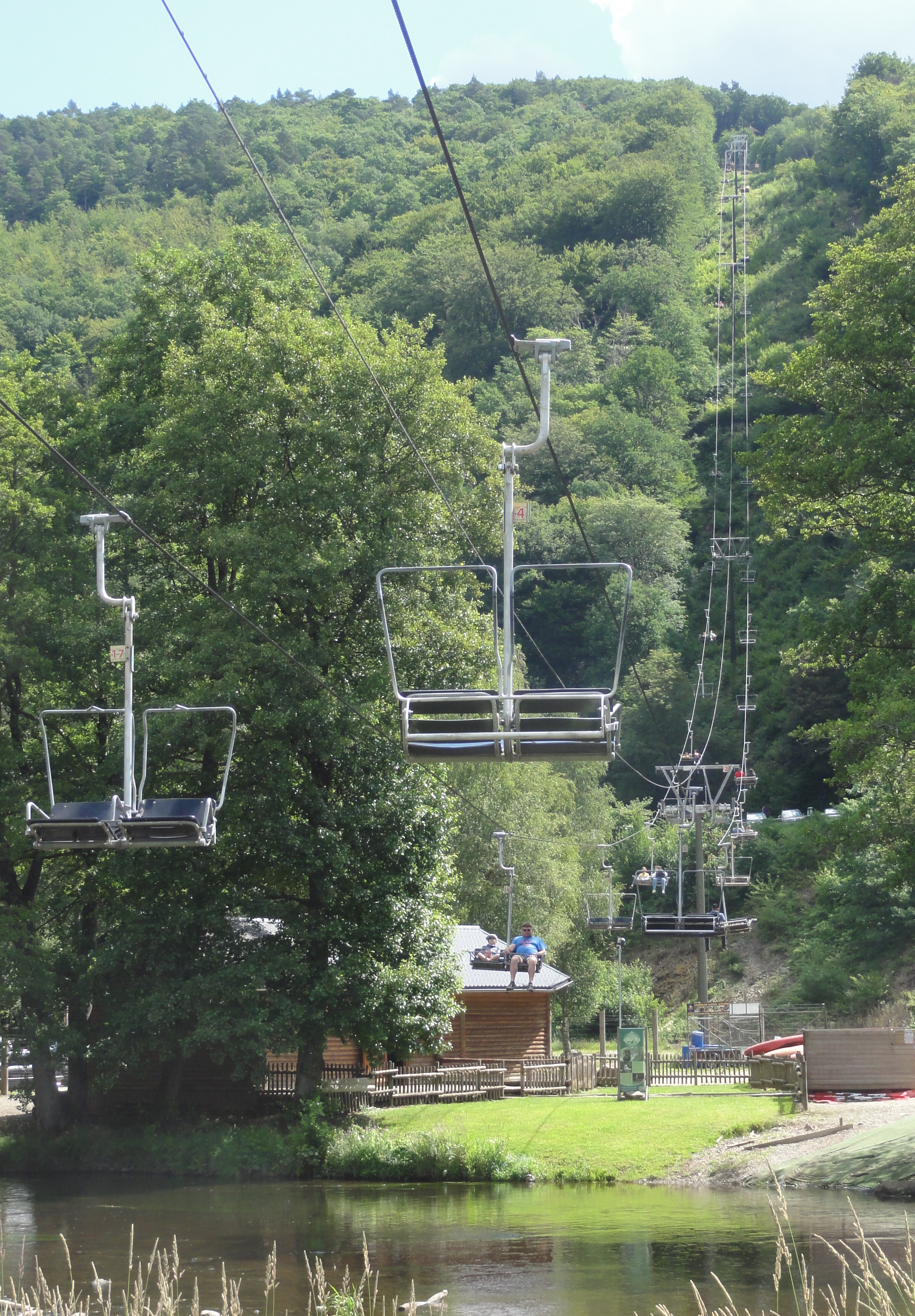
Télésiège d'une dénivellation de 260 mètres, sur l'Amblève.

Logo de Plopsa Coo.

Après huit procès intentés par un agriculteur local, Gaston Dugardin, professeur d'histoire et de géographie à Spa, obtient en 1955 l'autorisation d'édifier un télésiège sur le site de la cascade de Coo. Son fils, Didier Dugardin, lui succède en 1976. Celui-ci crée la société TéléCoo l'année suivante. Le parc occupe alors une superficie de trois hectares et en détiendra jusqu'à 120.
Le 14 décembre 2005, Studio 100 rachète l'ensemble du domaine de TéléCoo, dernier parc belge détenu par un actionnariat familial. Celui-ci accueillait 150 000 visiteurs annuellement. Studio 100 reprend également Targnon Adventure, le château de Targnon, et Cookayak. Au cours de l'hiver 2005-2006, le parc est complètement rénové : la végétation est taillée, les attractions existantes sont repeintes et réparées. La mascotte, le lutin Plop — ainsi que les autres licences Samson & Gert, Bumba, Wizzy & Woppy, Mega Mindy — issus de la série télévisée flamande sont, tout comme à Plopsaland, présents dans le parc. En Wallonie, le parc met en avant des versions francophones de ses chansons, interprétées par des artistes belges, parmi lesquels on reconnaît Tristan Moreau (voix de Fred) et Loïc Jennequin Schumacher (Nils Holgersson, Vic le Viking, etc.). TéléCoo change de nom le 1er juillet 2006 en devenant Plopsa Coo. La société de kayak de TéléCoo est vendue à Stéphane Marin. La fréquentation est en hausse cette saison avec un total de 225 000 visiteurs alors que le parc en avait accueilli 150 000 en 2005. Ils sont 330 000 visiteurs en 2007, plus de 435 000 visiteurs en 2009 et 367 576 visiteurs en 2011.
Le film Jumbo, réalisé par Zoé Wittock et sorti en 2020, a été tourné à Plopsa Coo.
Carl Lenaerts, CEO du groupe, annonce un changement de nom pour le parc en avril 2025. PlopsaCoo devient dorénavant Plopsaland Ardennes'.

## Fonctionnement
L'accès au parc est payant.
Pour sa saison 2007, le parc rouvre le 31 mars avec une nouvelle Place du village, un espace aquatique avec des fontaines dansantes. Un Star Flyer de 70 mètres de haut — tel l'exemplaire de Plopsaland De Panne — prévu pour 2007 ouvre en 2010 après avoir obtenu les autorisations pour construire l'attraction. Plopsaland Ardennes est également composé de structures de châteaux gonflables (2008) et de plusieurs plaines de jeux.

## Attractions principales

### Montagnes russes
- Schtroumpfeur, montagnes russes en métal de Vekoma (1989)
- Vicky The Ride, montagnes russes tournoyantes de Gerstlauer (2011)

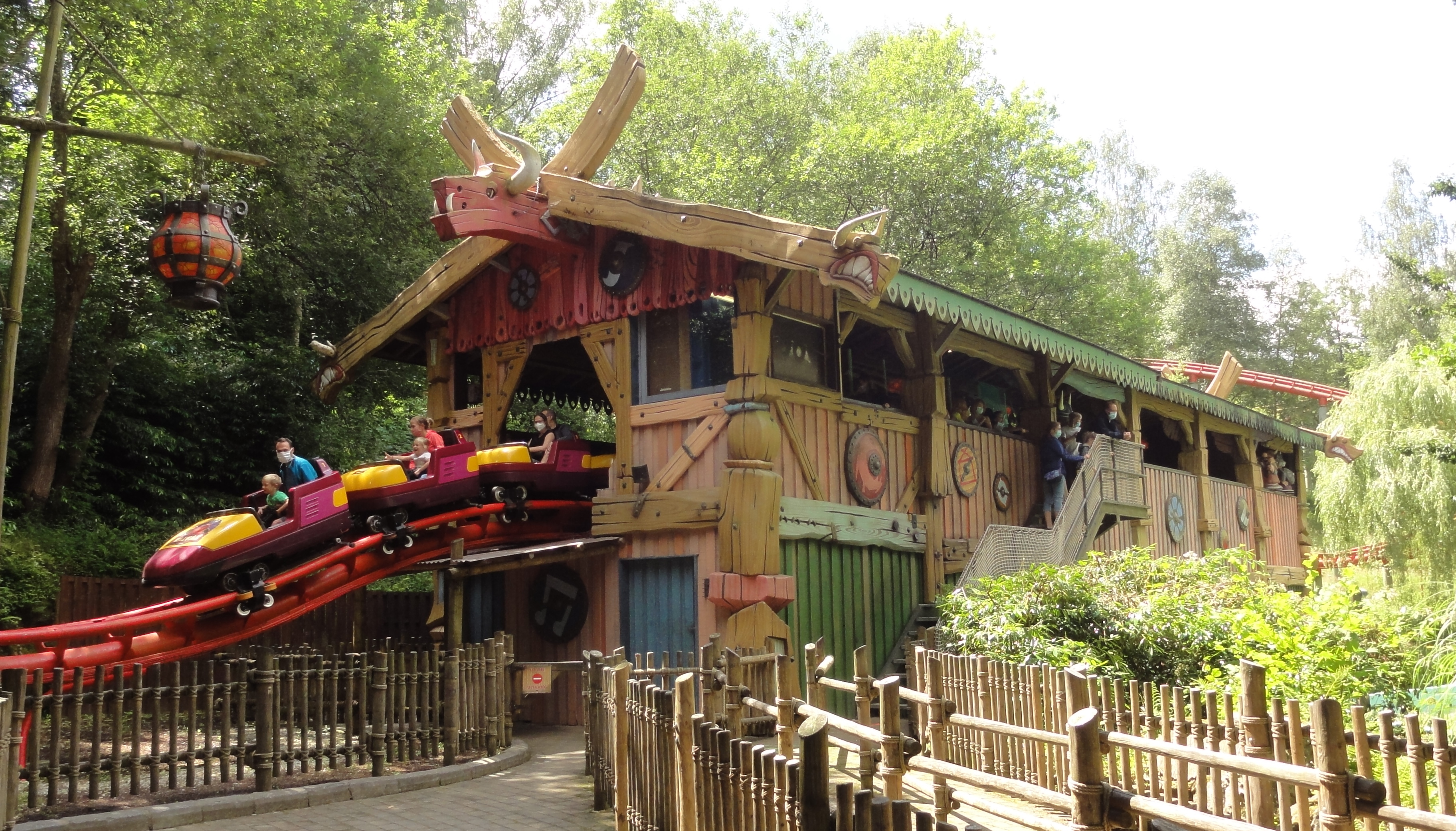
Schtroumpfeur.
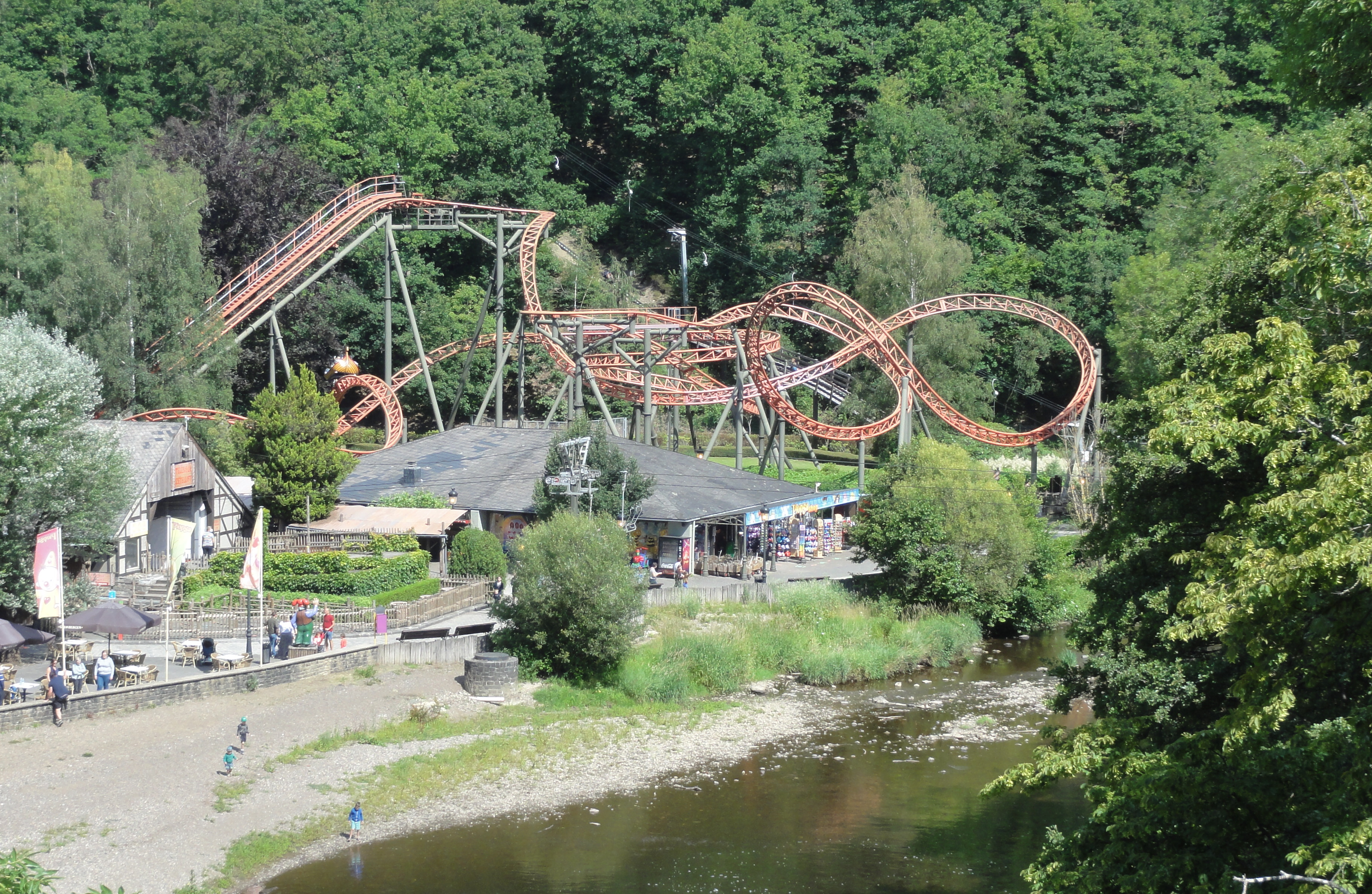
Vicky The Ride.

### Attractions aquatiques

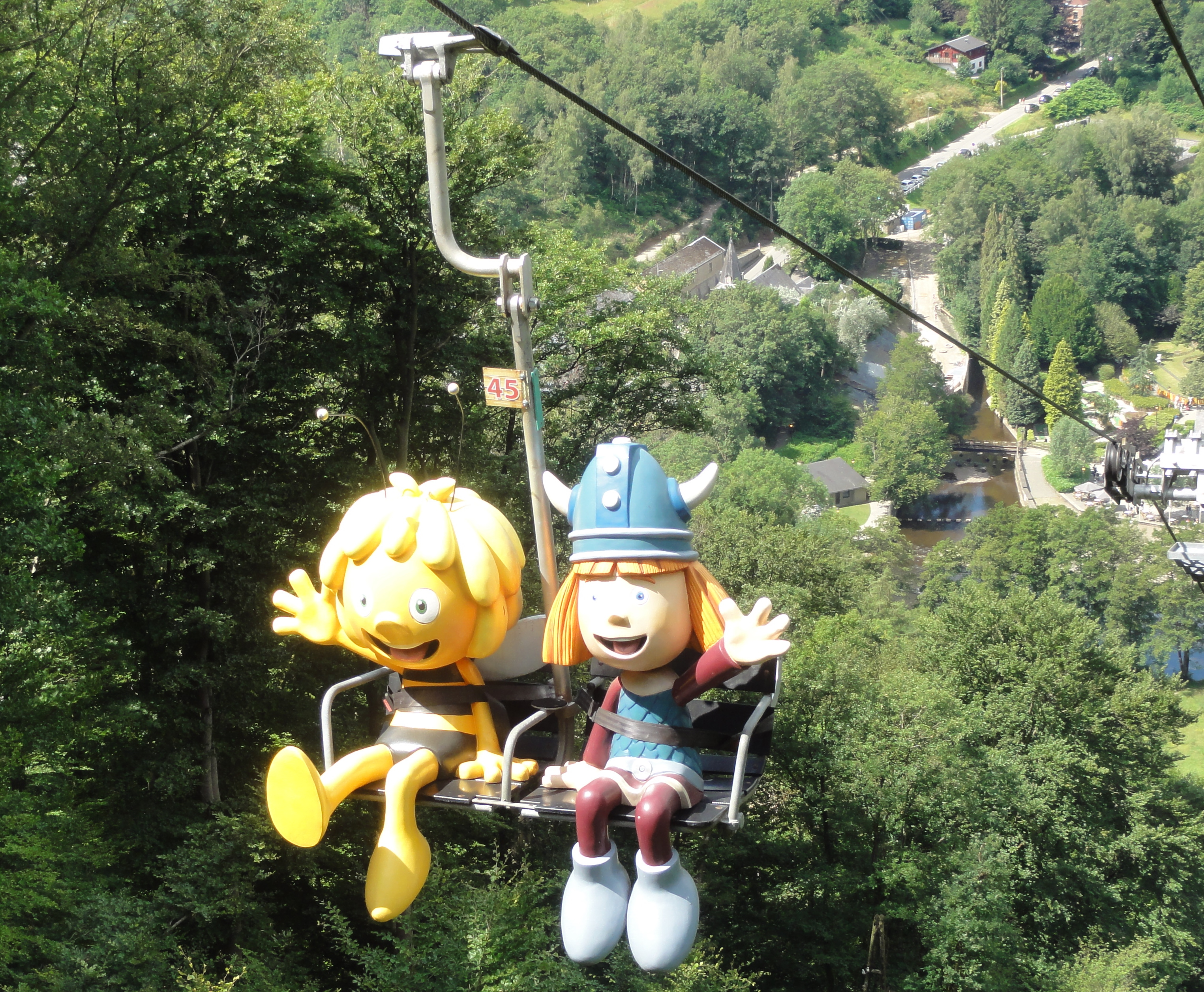
Les mascottes Maya et Vic le Viking sur le télésiège.

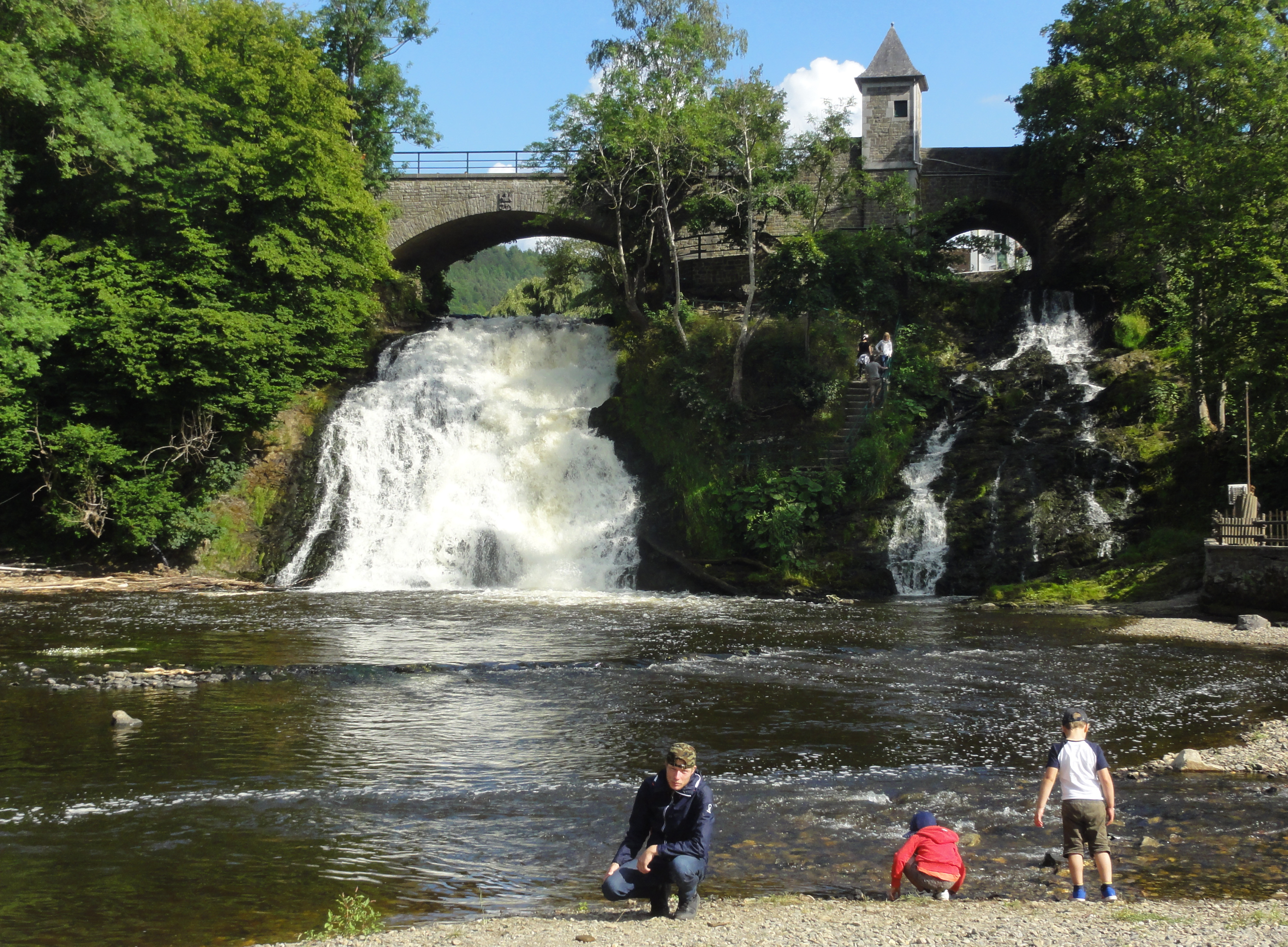
La Cascade de Coo.

- Dino Splash, toboggans aquatiques de Van Egdom (2015)
- Maya Splash, bûches de Mack Rides (1986)

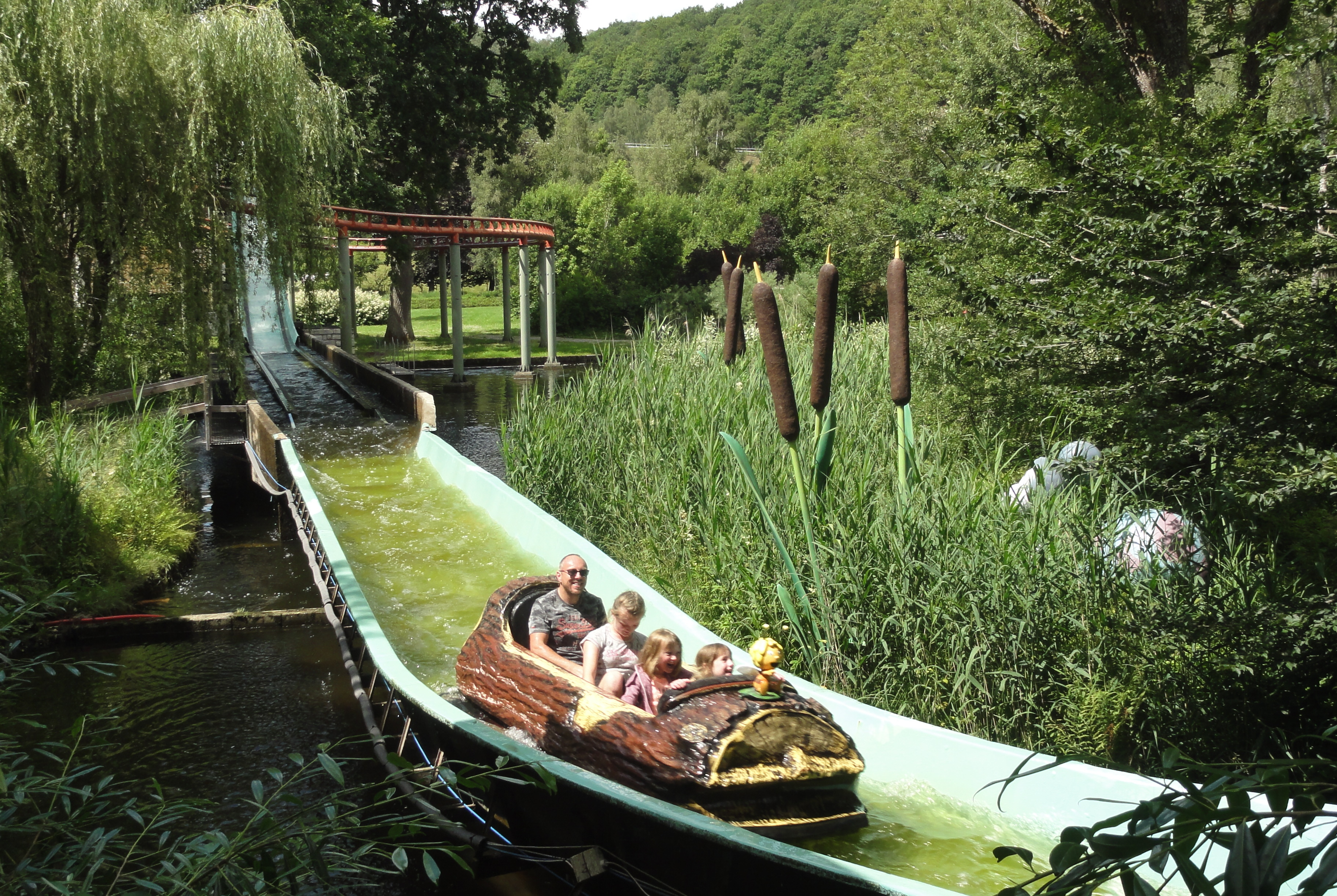
Maya Splash.
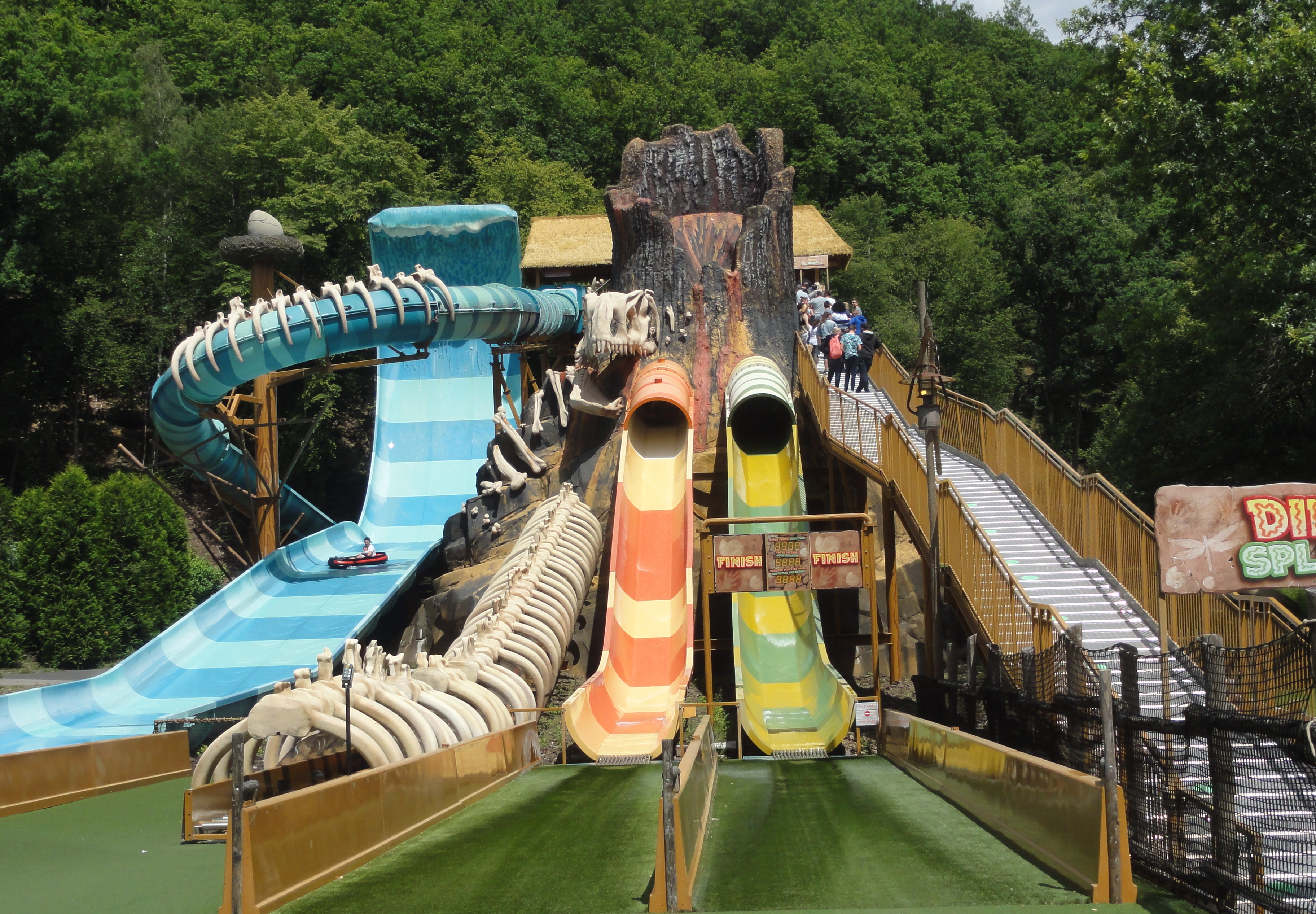
Dino Splash.

### Autres attractions
- Auto-école, Convoy (2010)
- Bob-luge, luge d'été de Wiegand[réf. souhaitée] (1986 et 1987)
- Bourdon Balançoire, Wild Swing de Art Engineering (2025)
- Carrousel, carrousel de Bertazzon (2007)
- Karting, circuit de karting (1958)
- L'arbre dansant, Rockin' Tug de Zierer (2025)
- La Tour de chute, Tour de chute familiale de Zierer (2025)
- Les petits lapins, chevaux galopants de Metallbau Emmeln (2008)
- Les vélos volants, Magic Bike de Zamperla (2008)
- Mega Mindy Flyer, Star Flyer de Funtime (2010)
- Mini-golf, mini-golf (1970)
- Mini-pédalos, pédalos à mains (2007)
- Le vol des papillons[11], WindstarZ de Zamperla (2020)
- Parc à gibier, safari en petit train (1989)
- Scooters, autos-tamponneuses de Preston & Barbieri (2007)
- Télésiège, télésiège de Firma Leitner (1955)

### Anciennes attractions

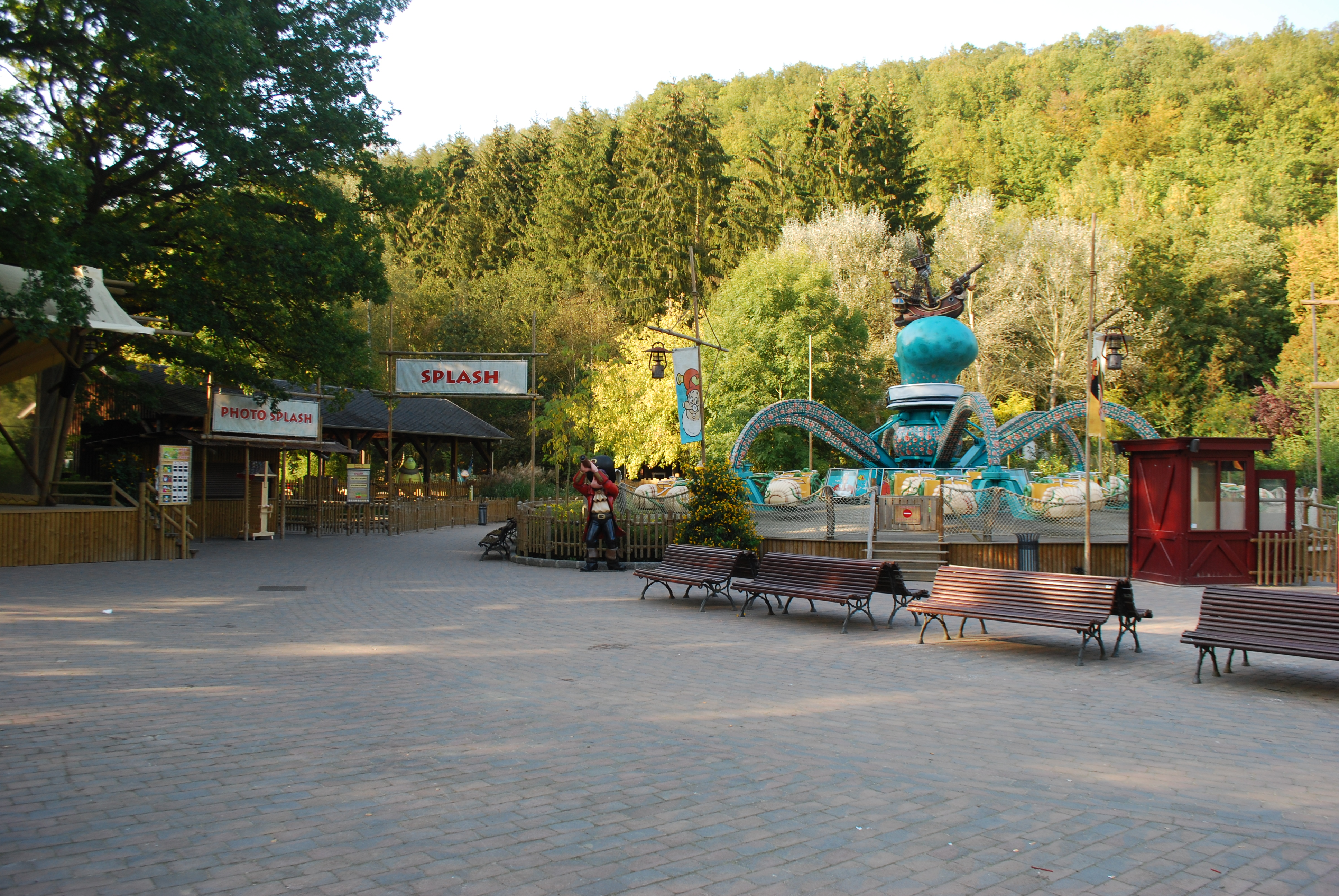
Octopus, ici photographié en septembre 2011.

- Bumperboats, bateaux tamponneurs (jusqu'en 2006)
- Oldtimers, balade en tacots de Metallbau Emmeln (jusqu'en 2010)
- Carrousel (I), carrousel (2006 - 2006)
- Carrousel (II), mini carrousel (2007 - 2007)
- Chenille, Music Express d'A.C Leander (2007 - 2007)
- Ghost Train, train fantôme (2006 - 2006)
- Labyrinthe de Fred et Samson, labyrinthe (2008 - 2024)
- Octopus, pieuvre de CAH Holland (2008 - 2017)
- Pirates, palais du rire (2006 - 2006)
- Slingshot, catapulte d'A.C Leander (2006 - 2007)
- Vortex, Trabant-Wipeout d'A.C Leander (2007 - 2007)
- Wild Mouse, Spinning Wild Mouse de Reverchon Industries (2006 - 2006)

## Le parc animalier
Le parc possède le pré des animaux (une mini ferme, 2008), un parc à gibier (1989) et une île aux singes Saïmiri (1993).
Le parc à gibier se parcourt à bord d'un petit train, donnant au voyage des allures de safaris. Les visiteurs peuvent ainsi approcher des chevreuils, des cerfs, des daims, des sangliers, des mouflons et depuis 2007 des loups d'Alaska. L'accès au parc à gibier n'est plus inclus avec le ticket all in depuis la saison 2013.

## Fréquentation
Fréquentation annuelle 

150 000 (2005)
225 000 (2006)
330 000 (2007)
325 000 (2008)
367 576 (2011)
215 000 (2019)

## Accès en transports en commun
Ce site est desservi par les transports publics : la gare de Coo et l'arrêt de bus Coo Cascade (ligne 142) sont à proximité immédiate.

## Alimentation électrique

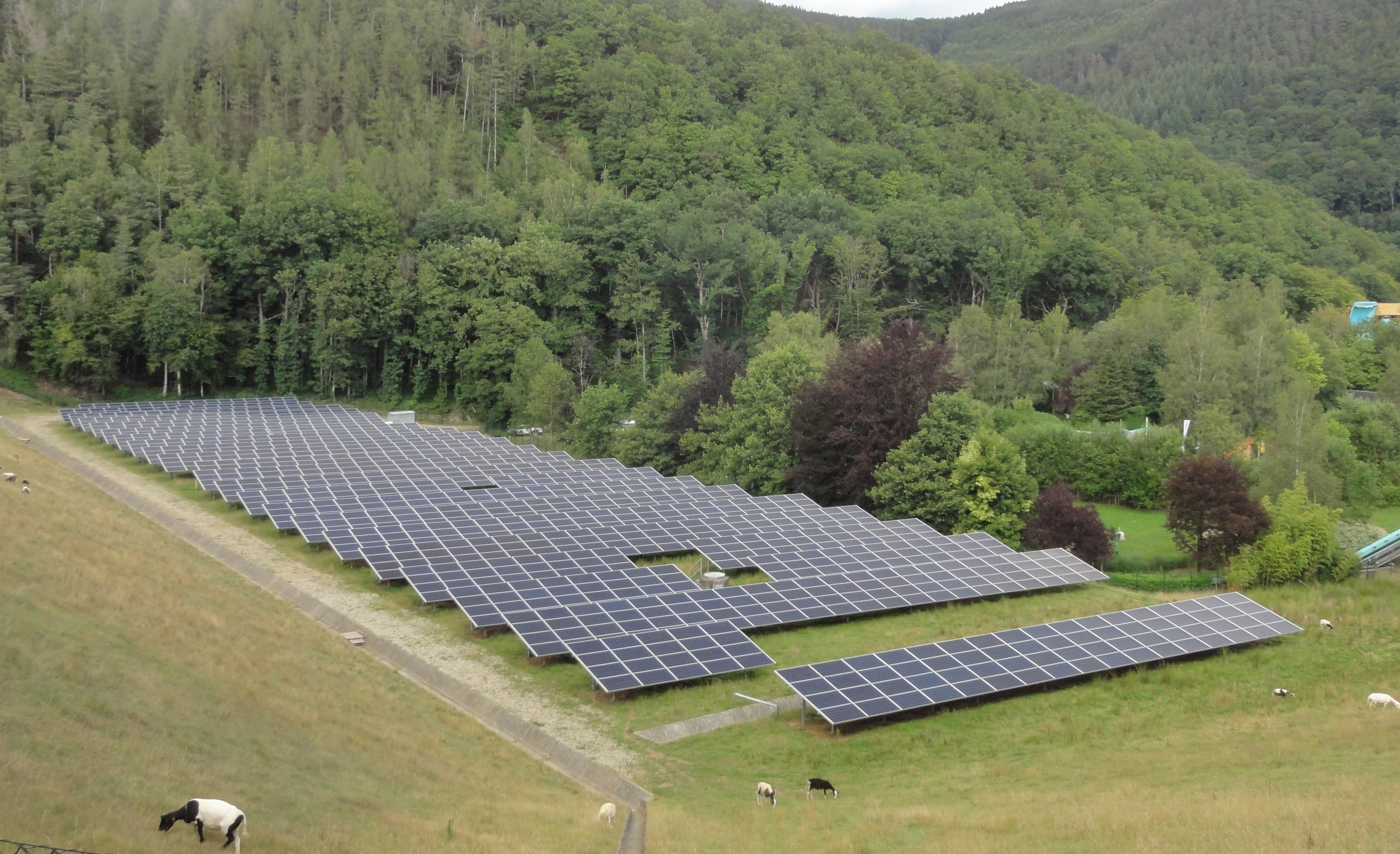
La centrale solaire « aval » en juillet 2020.

En 2019, Engie procède à l'installation de 2 640 panneaux solaires dont 1 720 au pied du barrage et à l'ouest du parc, ainsi que 920 sur un second site. Ces 715 kW permettent de couvrir 38 % des besoins du parc. L'inauguration a lieu en septembre 2019, en présence du ministre wallon de l'énergie Jean-Luc Crucke. Le coût estimé du projet est de 700 000 €, cofinancés par Engie et Plopsa Coo.